# Wang Mingxing
Wang Mingxing (chinesisch 王明星, Pinyin Wáng Míngxīng; * 5. September 1961)  ist eine ehemalige chinesische Handballspielerin und -trainerin.

## Karriere
Wang Mingxing gehörte dem Kader der chinesischen Nationalmannschaft an. Bei den Olympischen Spielen 1984 in Los Angeles, die von der Sowjetunion und weiteren sozialistischen Staaten boykottiert wurden, gewann sie mit ihrer Mannschaft die Bronzemedaille. Sie steuerte insgesamt 20 Treffer zum Erfolg bei. Vier Jahre später belegte Wang Mingxing den sechsten Platz bei den Olympischen Spielen in Seoul, in deren Verlauf sie drei Tore warf.
Wang Mingxing trainierte die männliche Jugendnationalmannschaft des Singapur, die unter ihrer Leitung den fünften Platz bei den Olympischen Jugend-Sommerspielen 2010 belegte. Weiterhin betreute sie eine weibliche Jugendauswahl der chinesischen Provinz Anhui.